# ミッドイースト・ファルコンズ
ミッドイースト・ファルコンズ（Mid East Falcons）は、アラブ首長国連邦(UAE)のプロ野球チーム。縁故地はアブダビ。ベースボール・ユナイテッドに加盟している。
UAE初のプロ野球チームである。

## 歴史
2023年8月3日にアブダビ・ファルコンズのチーム名で、ドバイ・ウルブズと共にUAE初のプロ野球チームとして発足したことが発表された。
2024年3月27日、チーム名をミッドイースト・ファルコンズと改称した。